# Glenealy
Glenealy (iriska: Gleann Fhaidhle) är en ort i republiken Irland.   Den ligger i grevskapet Wicklow och provinsen Leinster, i den östra delen av landet, 40 km söder om huvudstaden Dublin. Glenealy ligger 103 meter över havet och antalet invånare är 670.
Terrängen runt Glenealy är platt österut, men västerut är den kuperad.Runt Glenealy är det ganska tätbefolkat, med 86 invånare per kvadratkilometer. Närmaste större samhälle är Kilquade, 15,6 km norr om Glenealy. Trakten runt Glenealy består i huvudsak av gräsmarker.